# كاكا مينديز
فرانسيسكو كلايلسون مينديز دا سيلفا المعروف بـكاكا مينديز مواليد 16 مارس 1993 في البرازيل، هو لاعب كرة قدم برازيلي يلعب في نادي الجبلين السعودي.

## روابط خارجية
- كاكا مينديز على موقع قاعدة بيانات كرة القدم.إي يو (الإنجليزية)
- كاكا مينديز على موقع Soccerway.com (الإنجليزية)